# Greatest Hits (álbum de Los Dynamite)
Greatest Hits  es el primer y único álbum debut y álbum de estudio de la banda mexicana de rock: Los Dynamite, Lanzado en el 2006 por la discográfica mexicana: Noiselab Records.
El álbum tuvo un éxito de forma independiente, gracias a los sencillos "Frenzy", "Katatonic" y "Ready Ready" que este sencillo llegó a estar en varias posiciones en las listas del rock independientes.
El álbum siendo fuera de contexto del idioma español, todos los sencillos del álbum son cantados en idioma inglés, a excepción del sencillo "No Me Sueltes".
Es considerado uno de los álbumes de la escena del rock mexicano de la década de 2000 y de la escena del post-punk revival.
Ese mismo año salió una reedición contando con el álbum de estudio completo y incluyendo 2 sencillos adicionales en video de los sencillos "Ready Ready" y "Making Of" igual colaborando la discográfica mexicana independiente: Prodisc en su reedición.

## Sonido
El sonido del álbum abarca diferentes estilos como lo son el post-punk, post-punk revival, garage rock, dance-punk y el indie rock.

## Lista de canciones
Todas las canciones escritas y compuestas por Los Dynamite. 
| Greatest Hits |                 |          |  |
| N.º           | Título          | Duración |  |
| 1.            | «Pleasure»      | 03:11    |  |
| 2.            | «Frenzy»        | 03:40    |  |
| 3.            | «Ready Ready»   | 03:56    |  |
| 4.            | «Hold On»       | 03:57    |  |
| 5.            | «I'm 32»        | 05:46    |  |
| 6.            | «Smile»         | 04:13    |  |
| 7.            | «No Me Sueltes» | 03:45    |  |
| 8.            | «24»            | 02:43    |  |
| 9.            | «Katatonic»     | 03:35    |  |
| 10.           | «Visions»       | 03:22    |  |
| 11.           | «TV»            | 05:01    |  |
| 43:09         |                 |          |  |

## Personal
Todos los sencillos y composiciones fueron compuestos por todos los miembros del grupo durante el periodo de la realización del álbum.
- Diego Solórzano - vocal
- Felipe Botello - guitarra
- Miguel Hernández - bajo
- Eduardo Pacheco - batería

### Personal adicional
- Paco Huidobro - producción
- Héctor Mijangos - productor ejecutivo
- Guille Blancarte - diseño de portada del álbum
- Don Tyler - masterización